# Friedersbach
Friedersbach ist ein Ort im Waldviertel in Niederösterreich und eine Ortschaft und Katastralgemeinde der Stadtgemeinde Zwettl-Niederösterreich im Bezirk Zwettl. Bis Ende 1970 war Friedersbach eine eigenständige Gemeinde.

## Geographie
Der Ort Friedersbach liegt zwischen Rudmanns im Westen und dem Stausee Ottenstein im Osten. Der den Ort ostwärts durchziehende Bach Friedersbach mündet in den Stausee, nur wenig unterhalb des Orts beginnt der fjordartige Rückstaubereich.
Friedersbach ist ein typisches Straßendorf (Zweizeilendorf mit Anger in breiter Mulde) mit ca. 180 Häusern und 491 Einwohnern (Stand 1. Jänner 2024). Die alte Ortskapelle ⊙ liegt in der Nähe des Sportplatzes am südöstlichen Ortsrand im Kirchengraben über dem Stauteich eines kleinen rechten Friedersbach-Zulaufes.
Die B 38 Böhmerwald Straße passiert heute den Ort auf den Hügeln links des Taleinschnittes.
Zur Katastralgemeinde gehört auch die Ruine Lichtenfels mit Campingplatz und die Ortslage Kolmhütte, beide am Ottensteiner Stausee, der ebenfalls zur Hälfte in der Katastralgemeinde liegt (zur anderen in Flachau).

## Geschichte und Kultur
Die aus dem 11. Jahrhundert stammende Siedlung entstand längs der von Spitz an der Donau kommenden Straße, die beim Kamp in den Polansteig mündete.
Der Ort wurde 1159 erstmals urkundlich erwähnt, als Bischof Konrad von Passau auf Ersuchen des Landesfürsten Heinrich II. (Österreich) die auf einer Anhöhe liegende und dem hl. Lorenz geweihte Kapelle zur Pfarrkirche Friedersbach erhob. Erwähnenswert sind vor allem die gotische Kirche (um 1500) und der gotische Karner aus dem 14. Jahrhundert mit seinen charakteristischen Dreieckszinnen. Friedersbach war früher eine bedeutende Pfarre und erhielt 1608 das Marktrecht.
Laut Adressbuch von Österreich waren im Jahr 1938 in der Marktgemeinde Friedersbach ein Bäcker, zwei Fleischer, vier Gastwirte, vier Gemischtwarenhändler, ein Sägewerk, zwei Schmiede, ein Schneider, drei Schuster, ein Schweinehändler, drei Tischler, drei Viehhändler, ein Viktualienhändler und mehrere Landwirte ansässig.
Mit 1. Jänner 1968 wurden im Zuge der Niederösterreichischen Kommunalstrukturverbesserung die bis dahin selbständigen Gemeinden Eschabruck und Kleinschönau nach Friedersbach eingemeindet.
Am 1. Jänner 1971 wurde dann Friedersbach gemeinsam mit Gradnitz, Großglobnitz, Jagenbach, Jahrings, Marbach am Walde,
Oberstrahlbach, Rieggers, Rosenau Dorf, Rosenau Schloß, Stift Zwettl und Unterrabenthan nach Zwettl-Niederösterreich eingemeindet.
Denkmalschutzobjekte:

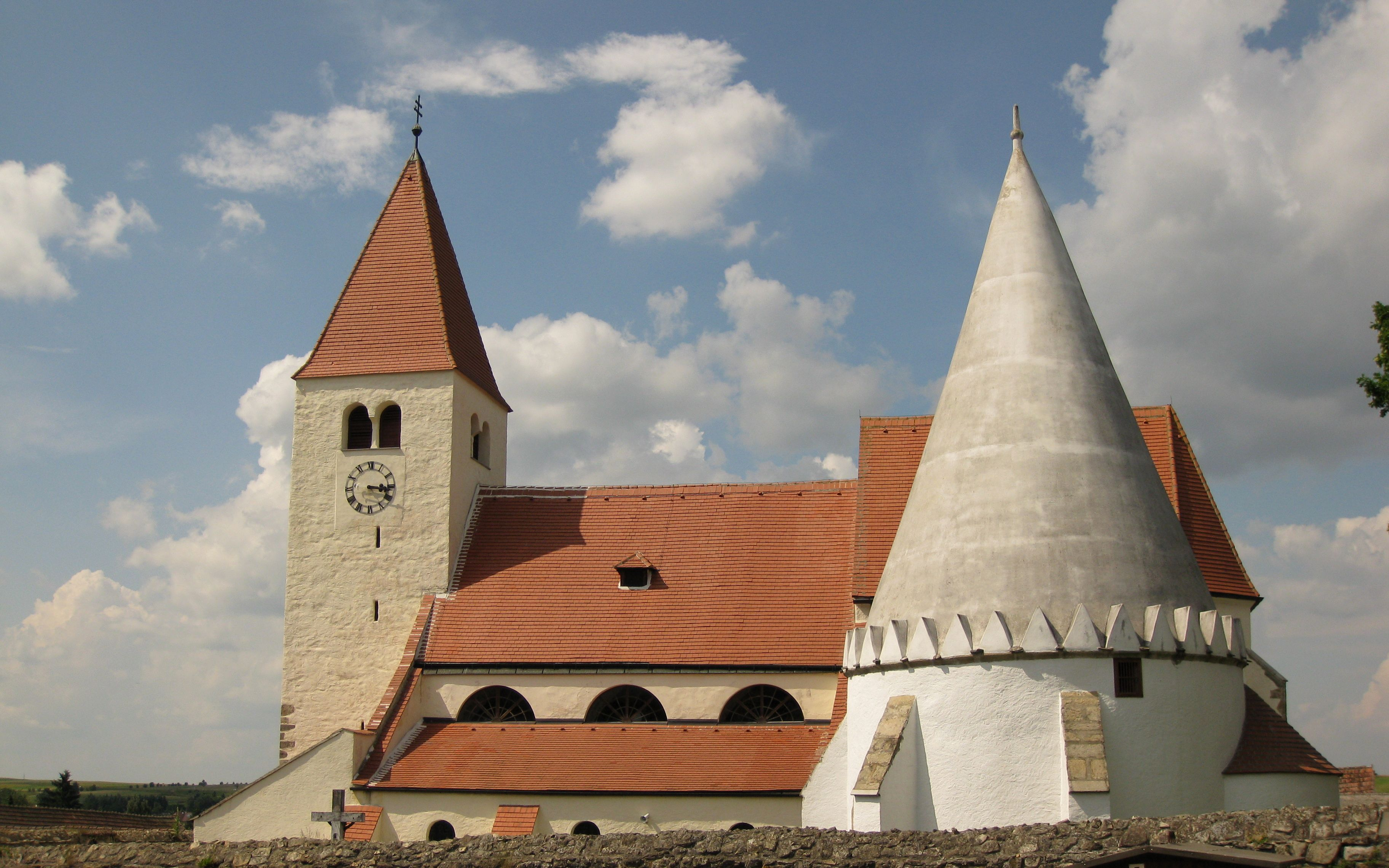
Kath. Pfarrkirche Friedersbach und Friedhof
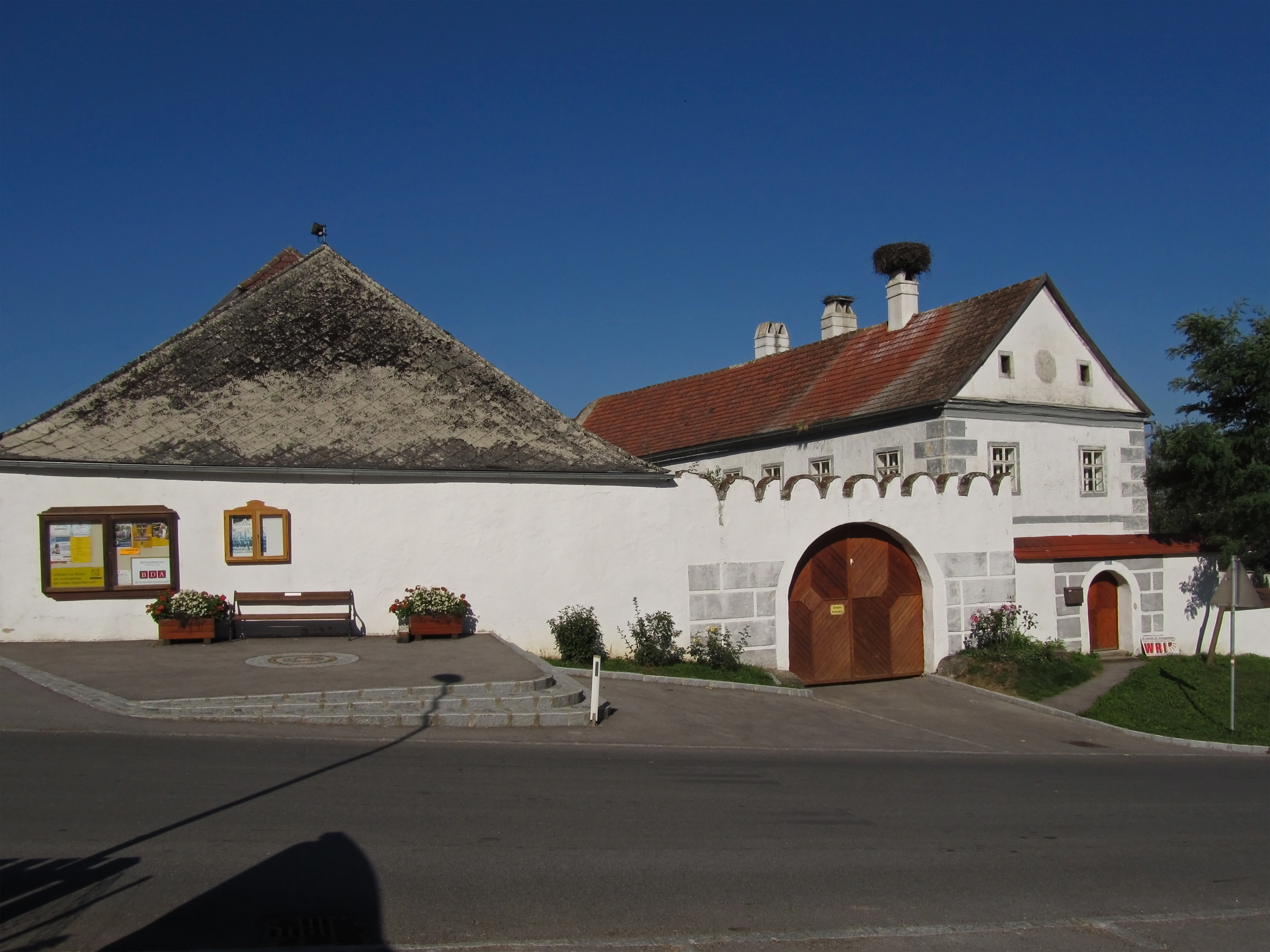
Pfarrhof
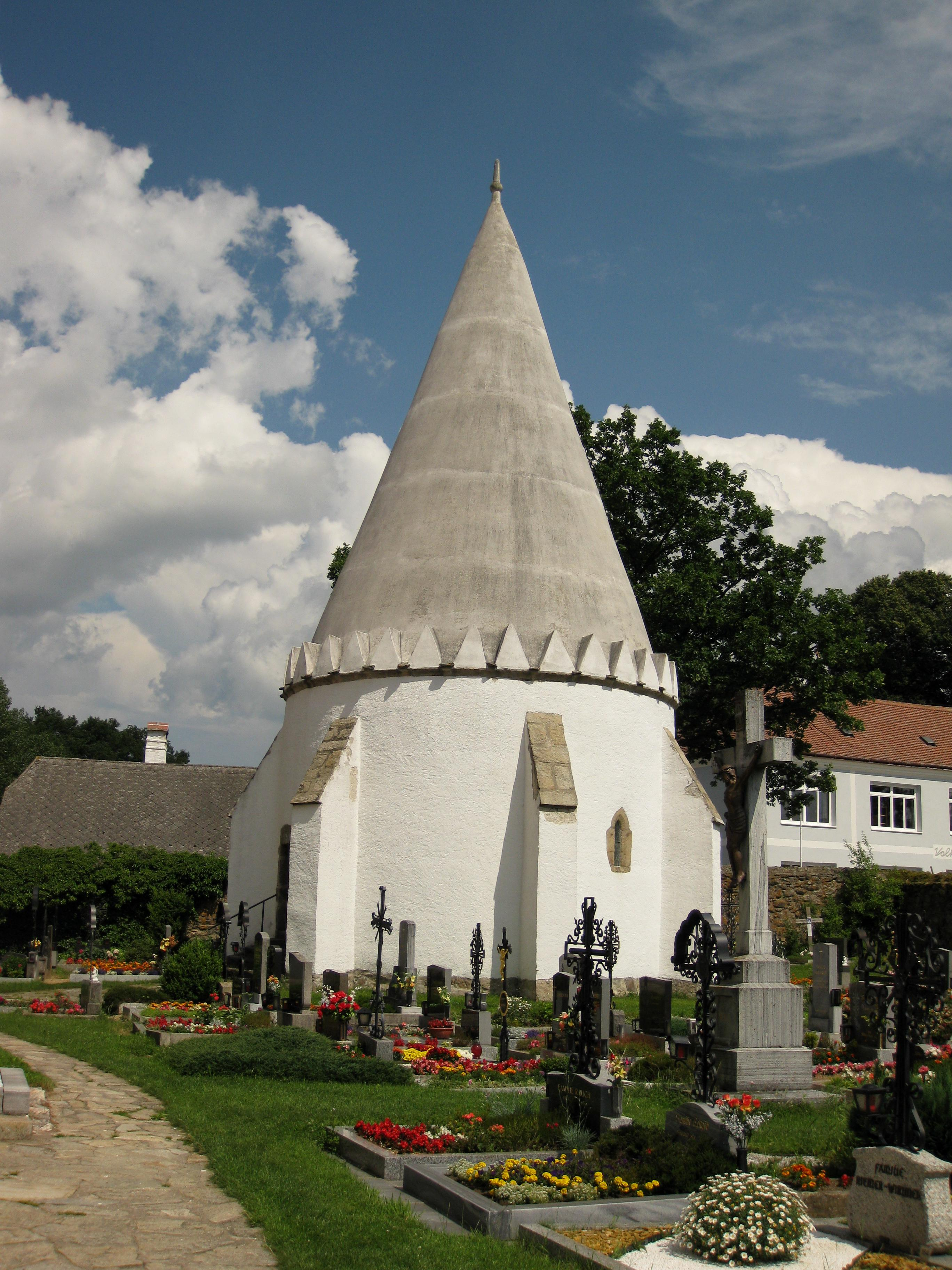
Karner
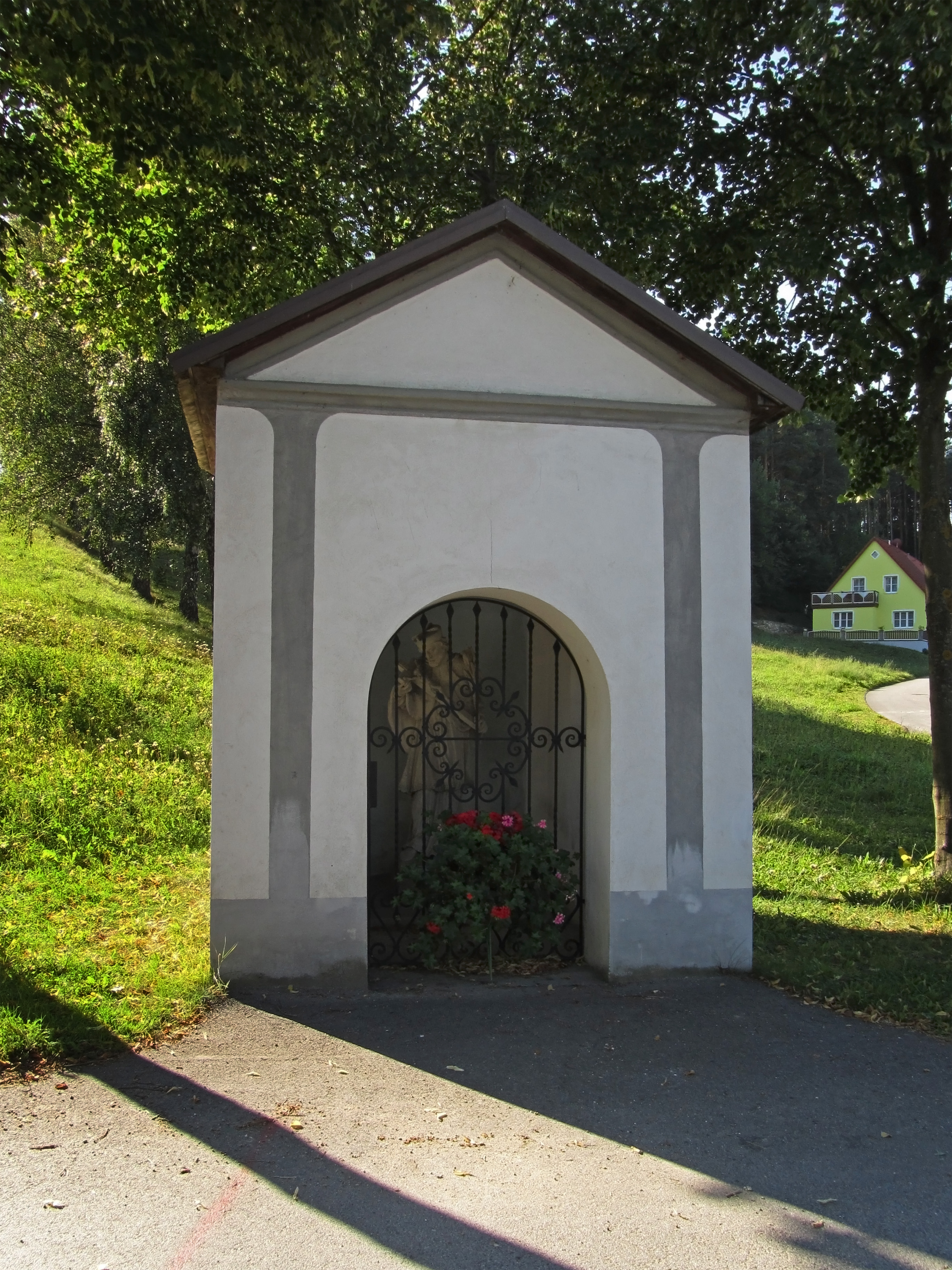
Johannes-Nepomuk-Kapelle
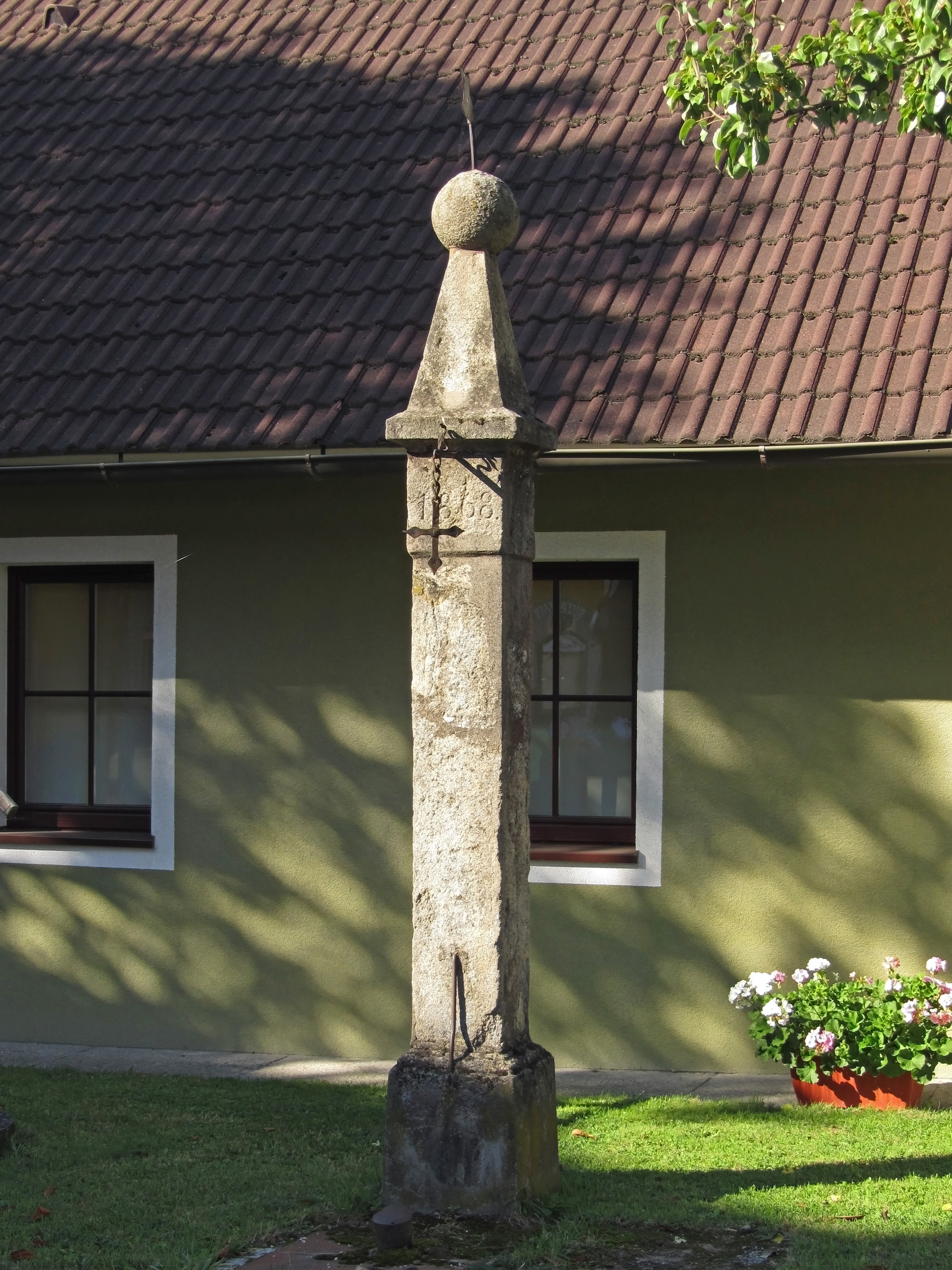
Pranger
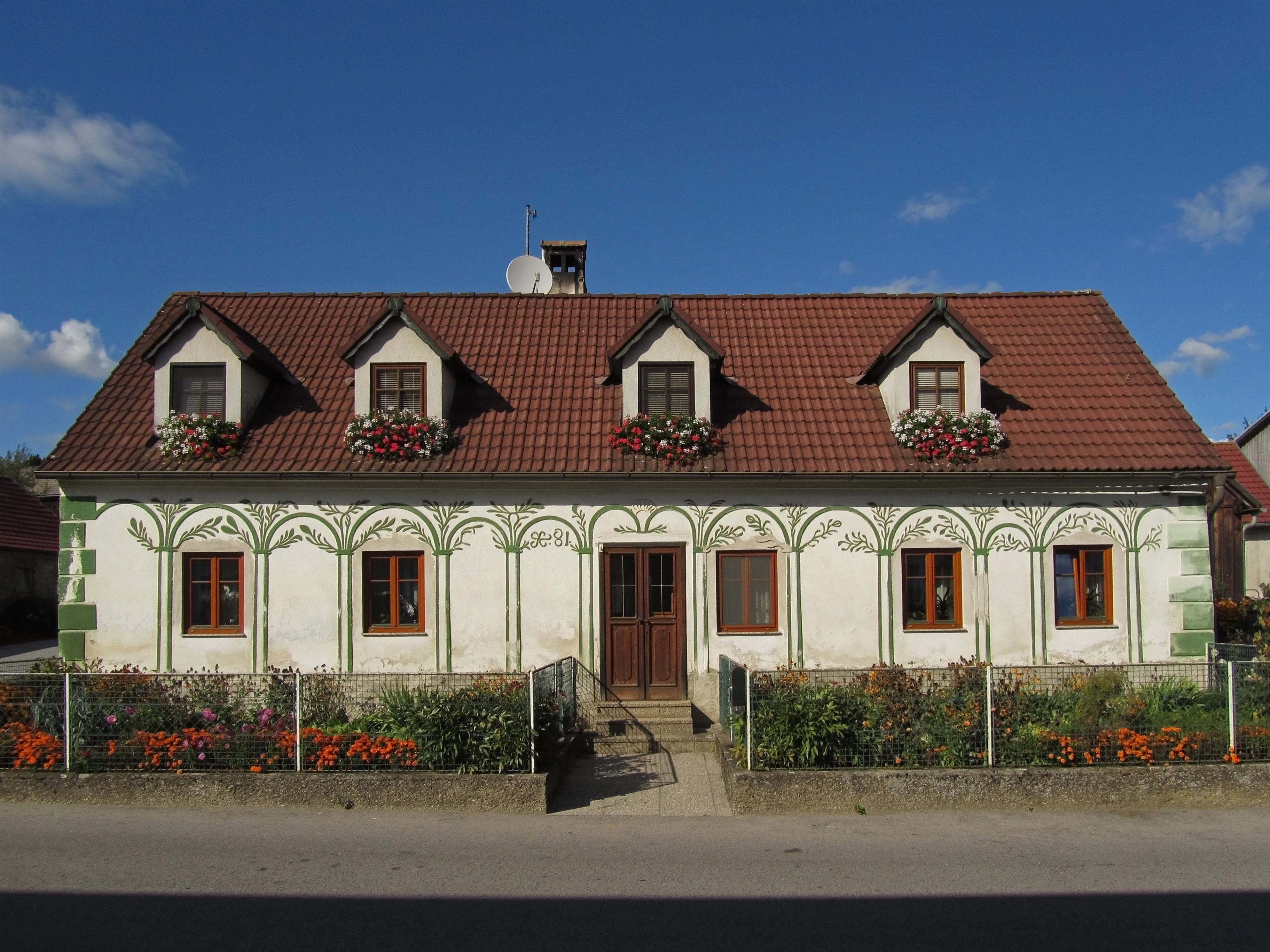
Wohnhaus Friedersbach 81

## Öffentliche Einrichtungen
In Friedersbach befindet sich ein Kindergarten und eine Volksschule.